# Прва Брилуенова зона
Прва Брилуенова зона за дату Бравеову решетку је Вигнер-Зајцова примитивна ћелија њене реципрочне решетке.
Поред прве, дефинишу се и више Брилуенове зоне дате Бравеове решетке.